# Cratere Akuba
Akuba  è un cratere sulla superficie di Venere.